# Sylvia Ary
Pour les articles homonymes, voir Ary.
 (janvier 2016).
Si vous disposez d'ouvrages ou d'articles de référence ou si vous connaissez des sites web de qualité traitant du thème abordé ici, merci de compléter l'article en donnant les références utiles à sa vérifiabilité et en les liant à la section « Notes et références ».
Sylvia Ary, de son nom de jeune fille Sylvia Bercovitch, est une peintre québécoise (Canada) née le 15 avril 1923 à Moscou et morte le 8 novembre 2015 .

## Biographie

### Sa jeunesse
Sylvia Berkovitch Ary est l'aînée d’un jeune couple, le peintre Alexandre Berkovitch et Bryna Avrutick, étudiante en art dramatique qui devint par la suite une journaliste engagée. Marxiste convaincue, celle-ci manifeste son adhésion politique en prénommant sa fille cadette Ninel (anagramme de Lénine) et son fils, né plus tard à Montréal, Sacvan Bercovitch (actuellement professeur à l'Université Harvard aux États-Unis, cf. Wikipedia, Pages anglophones).
Sylvia Ary a grandi à Montréal (Canada) où ses parents ont émigré en 1926. Elle étudie à l'école secondaire Baron Byng avec Anne Savage, qui l'encourage à poursuivre son développement artistique au Musée des beaux-arts de Montréal, est elle s'inscrit à l'école d'arts plastiques fondée par le Docteur Norman Bethune. Sylvia Ary manifeste un talent précoce pour la peinture en obtenant, dès l'âge de quatorze ans, un premier prix à un concours de dessin pan-canadien en 1937.
Elle suit les cours d'Anne Savage et d'Edwin Holgate, peintres bien connus dans le milieu artistique à Montréal. Elle aura aussi pour maître Will O'Gilvie et Albert Dumouchel qui l'intéressera à la technique de l'eau-forte à l'Institut des arts graphiques, toujours à Montréal.
Elle épouse Solomon Ary en 1940 et aura quatre enfants : Rachel, Malka, Isaac et Alexandre.
Elle décède à Montréal le 8 novembre 2015.

### L'artiste peintre

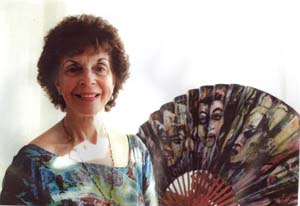

Elle consacre, dès son plus jeune âge, sa vie à la peinture.
Dès 1950 se tient sa première exposition solo de peintures et de dessins à l'Université McGill de Montréal. Les expositions se succéderont très régulièrement jusque dans les années 1990, dans plusieurs villes du Canada, des États-Unis et au Mexique (San Miguel de Allende).
Son œuvre, considérable, traduit par ses multiples aspects son humanisme. Observatrice, ses œuvres d'après nature comportent de très nombreux portraits (dont le portrait d'Isaac Bashevis Singer, un ami de la famille, exécuté en 1953 et exposé au Musée du Prix Nobel, Suède), des scènes de rues et des natures mortes très variées. Imaginative, elle a produit des scènes de genre et des allégories et a été puissamment inspirée par le thème des comédiens qui occupe une place de choix dans sa production. D'une grande sensibilité littéraire, elle a illustré plusieurs œuvres de poètes dont Baudelaire, Shakespeare, Coleridge, I. Manger, etc. Curieuse, elle a exploré presque tous les médias (huile, pastel, aquarelle, acrylique, etc.), les formats (des grandes toiles aux miniatures), les supports (toile, papier, carton, bois, etc.) et particulièrement diverses techniques comme la lithographie, la gravure sur cuivre, l'eau forte (Premier prix du Pratt Institute de New York), la peinture sur soie, sur éventails, etc.
De nombreuses expositions dans plusieurs villes du Canada, des États-Unis, au Mexique, et même en Europe, lui ont donné une solide renommée tout comme les prix obtenus. Ainsi, des musées et des institutions prestigieuses de par le monde (universités, bibliothèques) ont acquis certains de ses tableaux. Enfin, des articles dans des revues d'art et des livres ont présenté divers aspects de son œuvre et lui ont consacré une renommée enviable.

## Quelques œuvres
- Portraits et autoportraits dont Artist and Model (Musée national des beaux-arts du Québec)
- Scènes de rues (Montréal et San Miguel de Allende)
- Natures mortes (masques, jouets, coquillages, éventails, The Artist's Table, Photograph of my Father)
- Scènes de genre et allégories Autumn, The Staircase
- Série de toiles de grand format sur la thématique Les Comédiens
- Lithographies, peintures sur éventails, peintures sur soie, miniatures
- Illustrations d'œuvres littéraires
  - 1973 : The Tempest, William Shakespeare
  - 1975 : Poems for my Mother de Joseph Rogel
  - 1976 : Transposed Reality, poèmes de Rachel Korn
  - 1976 : Ballades de Itzik Manger, publiées dans le magazine Moment
  - 1976 : Les Fleurs du Mal, de Charles Baudelaire
  - 1977 : Les illustrations des ballades de Itzik Manger utilisées par une troupe de danse pour le TV-WGBH de Boston, Massachusetts
  - 1978 : Page-couverture du livre The American Jeremiad de Sacvan Bercovitch, Wisconsin University Press
  - 1979 : Kubla Khan, de Samuel Taylor Coleridge
  - 1981 : Page-couverture du livre Les Juifs du Québec, Institut de Recherche sur les cultures
  - 1982 : Contes et Nouvelles, de Isaac Bashevis Singer
  - 1983 : Lithographie dans Albert Dumouchel, un hommage, Studio Graphia

## Collections
- Art Gallery of Hamilton[5]
- Bibliothèque de Côte-Saint-Luc, Montréal
- Confederation Centre Art Gallery & Museum
- Harvard University Center for Art and Culture, Cambridge, Massachusetts
- Hôtel de ville, Laval, Québec
- Hôpital Maimonide, Montréal
- Bibliothèque juive Saidye Bronfman de Montréal
- Musée national des beaux-arts du Québec, Québec[6]
- Université hébraïque de Jérusalem